# Leucocasia gigantea
Leucocasia gigantea je vrsta cvjetnice, iz tribusa Colocasieae, dio potporodice Aroideae. To je jedina vrsta u rodu Leucocasia, divovski predstavnik porodice kozlačevki koji naraste do 2,5 metara visine sa listovima dužine preko 2 metra. Ovu vrstu prvi je znanstveno opisao Carl Ludwig Blume 1857. godine.
U prirodi L. gigantea ('divovsko slonovo uho' raste u sezonski suhim tropskim šumama, u monsunskim područjima jugoistočne Azije. Cvate iznenađujuće malim, bijelim cvjetovima koji imaju ugodan voćni miris.

## Sinonimi
- Arisaema fouyou H.Lév.
- Caladium giganteum Blume
- Colocasia gigantea (Blume) Hook.f.
- Colocasia prunipes K.Koch & C.D.Bouché

- L. gigantea
- L. gigantea
- L. gigantea